# Abraão Isaac Kook
O Rabino Avraham Itzchak Hacohen Kook (1865-1935) foi o primeiro rabino chefe asquenaze de Israel durante o Mandato Britânico da Palestina, fundador da  Yeshivá religiosa e sionista Merkaz Harav, pensador judeu, halachista, cabalista e um afamado estudioso da Torá. Ele é conhecido em hebraico como הרב אברהם יצחק הכהן קוק, e pela sigla  HaRaAYaH ou simplesmente como "HaRav" (o rabino). Ele foi um dos rabinos mais influentes do século XX.

## Biografia

### Começo de sua vida
O Rabino Kook nasceu no vilarejo de Grīva, no distrito de Dunaburgo, na Letônia - no dia 7 de Setembro de 1865 (15 do mes de Elul do ano de 5625 - do calendário judaico. Seu pai, Rabi Shelomo Zalman Kook nasceu de uma dinastia de rabinos da corrente religiosa litait (proveniente da Lituânia), enquanto sua mãe descendia de uma família que tinha vínculos fortes com o Rabino Tzemach Tzedek, Rebbe da Hassidut Chabad - duas linhas religiosas com divergências muito grandes entre elas. Apesar do Rabino Kook ter recebido o começo de sua educação religiosa basicamente de seu pai e de rabinos da mesma linha, ele acabou criando um vínculo forte com a Hassidut (por influência de sua mãe). 
Recebeu seu diploma de rabinato do Rabino Yehiel Michal Halevi Epstein, que escreveu o livro Aruch Hashulchan com 20 anos.  Estudou mais um ano e meio na Yeshivá de Wologin, cujo rabino chefe era o Natziv - visto posteriormente como seu principal Rabino e mentor. No ano de 1886 casou-se com Altha Bat-Sheva e passou a estudar na Yeshivá de Ponovitz com seu sogro, o "Aderet". Lá nasceu sua primeira filha, Frida Hana.

### Rabino de Zimel e de Boisk
No ano de 1888 foi chamado para ocupar o cargo de rabino do vilarejo de Zimel, na Lituânia. Nesta época se dedicou ao estudo da Cabala, junto ao cabalista Rav Shelomo Eliashiv. Um ano depois sua esposa morreu, e Kook se tornou viúvo com uma filha de um ano e meio. Depois de um ano casou-se com a prima de sua morta esposa - dela nascera seu conhecido filho, aluno e aquele que deu continuidade a seu caminho e obras, o Rabino Zvi Yehuda Kook, no ano de 1891. No mesmo ano foi impresso seu primeiro livro, "Hovesh Peer".
No ano de 1895, foi eleito rabino da cidade de Boisk, uma cidade maior cujos habitantes tinham uma tendência maior a modernização do judaísmo. Durante esta época ele escrevia artigos no periódico judaico, "Hapeles" e escreveu a maior parte se seu livro "Ein Haya"", "Midbar Shur" e "Lenevuchei Hador" (estes livros foram editados e impressos somente depois de seu morte, por seu filho).

### Rabino de Jafa
Quando foi chamado em 1904 para ser rabino chefe da cidade de Jafa em Israel, ele realizou seu sonho de morar em Israel, mesmo que os integrantes da comunidade de Boisk fizeram muito esforço para mantê-lo. No dia 28 do mês de Yiar do calendário judaico daquele ano, o Rav Kook aportou na cidade de Jafa e começou sua importante função em Israel. Esta foi a época de sua vida com maior quantidade de livros, os mais importantes foram Orot, Orot Hakodesh, Olat Reyia, dentre muitos esritos que foram editados e impressos posteriormente por seu filho.
Em 1907 nasceu sua quarta filha, e primeira nascida em Israel, Esther Yael. E no mesmo ano sua filha primogênita casou-se com Israel Rabinovitz, parente seu e um dos fundadores da cidade de Bat Yam em Israel.
Nesta época já dera seu apoio a escola "Techakmeni", a qual ensinava estudos religiosos juntamente com estudos laicos - fato criticado por muitos rabinos em Israel. Ele mantinha contato com os líderes do Ishuv, da classe trabalhista judaica e da agricultura judaica (basicamente no Kibutz). Em consequência, dava permissões baseados em opiniões minoritárias da lei judaica para com o objetivo de manter o assentamento judaico em Israel e fazê-lo prosperar.
Ele criou uma pequena Yeshivá em Jafa, com menos de 20 alunos, onde proferia uma aula por dia.
Em 1913 o Rav Kook viajou às comunidades da Europa, representando o assentamento judaico em Israel, junto com outros rabinos. Durante um mes ele fez contato com atuantes do movimento sionista com a tentativa de aproximá-los a observação da Torá e da lei judaica. E também aumentar o vínculo dos religiosos e líderes cominutários com o pioneirísmo judaico em Israel.

### Na Primeira Guerra Mundial como Rabino de Londres
No ano de 1914 ele foi ao congresso mundial da organização União Israel na Suíça, para tentar fazê-los aderir ao sionismo, e acabou não podendo voltar a Israel devido ao começo da I Guerra Mundial. Durante este período ele continuou o trabalho de ajuda ao pioneirismo judaico em Israel.
Em 1916, ele foi chamado para atuar como Rabino da congregação 'Machzikei Dat' em Londres, Inglaterra. Aceitou o cargo com a condição de que voltaria a Jafa na primeira oportunidade 
que tivesse. Em sua estadia em Londres, o Rav Kook fundou alguma Yeshivot, influenciou o governo Britânico a não extraditar judeus russos que haviam entrado ilegalmente no território inglês. Lutou contra as correntes religiosas que eram antissionistas e queriam evitar a Declaração Balfour. Escreveu artigos que foram espalhados por toda a comunidade judaica descrevendo a importância do sionismo e sua ligação com a lei judaica.
Em 1918 o Rav Kook foi chamado para uma visita nos Estados Unidos, na qual recebeu a proposta do Rabino Rewel de concretizar seu sonho, e recebeu todo o dinheiro para a fundação de uma Yeshivá Centralizadora em Jerusalém (Merkaz Harav).

### Rabino de Jerusalém e Rabino Chefe de Israel
Com o fim da Primeira Guerra Mundial, em 1919, o Rav Kook Voltou para Israel e recebeu a função de Rabino chefe de Jerusalém, eleito pela maior parte dos diretores de instituições de ensino, rabinos de Yeshivot e de congregações. Ocupando, assim, um cargo que estava aberto há alguns anos, com a morte do Rabino Salant. Posteriormente, ele influenciou os britânicos na fundação do Rabinato Chefe de Israel, onde recebeu a função de primeiro rabino chefe asquenaze em 1921..
Nesta época ele mudou o tipo de livros que escrevia, deixou de escrever pensamentos e filosofia e se dedicou mais a lei judaica no livro "Halacha Berurá" seguindo a organização do Talmud. 
Ele apoiou totalmete o Movimento Mizrahi, e via neles sócios no pensamento e na filosofia sionista religiosa. Ele ajudou a fundar o 'Deguel Yerushalaim', sindicato dos trabalhadores religiosos, que uniu todos os religiosos sionistas.
Em 1924 conseguiu fundar a Yeshivat Merkaz Harav, para a qual arrecadar fundos nos EUA antes da volta a Israel durante a guerra. Sua fundação tinha como objetivo centralizar o estudo de todas as yeshivot em Israel e no mundo (o que não deu certo). A língua utilizada no estudo era o hebraico, que para época era uma inovação (todas as yeshivot asquenazes estudavam em iídiche).
Sua atitude era também de um líder político diante ao governo Britânico e a outros países, portanto se envolvia em questões relacionadas aos judeus e ao judaísmo, como a reivindicação do Muro das lamentações como lugar sagrado aos judeus. Também respondia pela comunidade judaica em Israel e exigia da liderança britânica respostas e ações em várias ocasiões, como por exemplo nos pogroms (ataques) que ocorreram em Israel no ano de 1929 (que exigiu sua ação no dia sagrado do Shabat).No caso do assassinato de Haim Arlozorov, ativo na Agência Judaica, ele foi o principal fator que evitou a pena de morte de Stevasky pelos britânicos - com o argumento de que não havia provas substanciais de seu envolvimento no assassinato. Por causa deste caso ele perdeu muito de sua popularidade, mas não deixou um judeu ser morto pelos britânicos sem suficiente provas.

### Mortes
Kook morreu no dia 3 do mês de Elul de 5695 do calendário judaico (1 de setembro de 1935), devido a um câncer quando tinha 70 anos. Está enterrado no cemitério do Monte das Oliveiras em Jerusalém.

## Homenagens
- Ruas em Jerusalem[5] e Tel Aviv[6] têm seu nome.